# Шумин, Александр Михайлович
Александр Михайлович Шумин (20 марта (2 апреля) 1906, Нижний Новгород — февраль 1974, Ленинград) — советский пловец и ватерполист, тренер по плаванию.
Заслуженный мастер спорта СССР (1934 — первый ЗМС среди пловцов), заслуженный тренер СССР (1957), судья всесоюзной категории (1937). Представлял Нижний Новгород (по 1927), Москва (1927), Ленинград (с 1928).

## Биография
В 1924 году впервые стал рекордсменом СССР, а в 1925 году — чемпионом СССР. Наибольшего успеха добился в 1928 году на Всесоюзной спартакиаде (одновременно разыгрывался и чемпионат СССР): участвуя в 8 видах, победил в 7 (во всех — с рекордами СССР). Одним из первых в СССР стал использовать кроль в плавании на спине. В 1936 году закончил активные выступления в плавании. До 1941 года также выступал в водном поло.
Тренировать Шумин начал ещё в период активных выступлений. Первой из его учениц добилась крупного успеха Клавдия Алёшина (1912—1993), ставшая в 1929 году рекордсменкой СССР; она же была самой титулованной его ученицей и стала его супругой. В 1934 году Шумин стал одним из основателей и старшим тренером (1934—1941) первой в СССР детско-юношеской школы по плаванию.
Во время Великой Отечественной войны старший лейтенант Шумин служил в Ленинграде — он возглавлял школу по подготовке специалистов для обучения воинов плаванию и переправам через водные преграды; занятия проходили на пруду стадиона имени Ленина и в Озерках. В 1943 году, прибыв из блокадного Ленинграда, 38-летний Шумин завоевал бронзовую медаль на чемпионате СССР (100 м на боку — 1.15,2).
Окончил Государственный институт физической культуры имени П. Ф. Лесгафта; с 1945 года там долгое время работал доцентом кафедры плавания, был соавтором ряда учебных пособий.
Скончался в 1974 году в Ленинграде.

## Спортивные достижения

### Плавание
Выступал за сборную Нижнего Новгорода (1925 — июль 1927), ГЦОЛИФК (август 1927 — январь 1928), команду профсоюза электриков, «Электрик», «Зенит» (февраль 1928—1936).
12-кратный чемпион СССР (1925—1936), установил около 120 рекордов СССР (1924—1936) в индивидуальных видах и эстафетах.
Чемпион СССР (* — рекорд СССР):
1925
- 300 м на боку — 4.49,2*

1928
- 100 м вольным стилем — 1.06,1*
- 3000 м вольным стилем — 52.03,6*

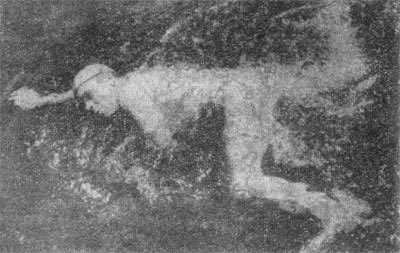
Александр Шумин в соревнованиях по плаванию на боку

- 4×100 м вольным стилем — 4.45,9* (в составе сборной Ленинграда)
- 100 м на спине — 1.25,2*
- 100 м на боку — 1.12,6*
- 300 м на боку — 4.29,6*
- 4×100 м комбинированная — 5.10,4* (в составе сборной Ленинграда)

1934
- 100 м вольным стилем — 1.01,7
- 100 м на боку — 1.09,7
- 4×100 м комбинированная — 4.48,7* (в составе сборной Профсоюзов)

1936
- 4×200 м вольным стилем — 9.39,4 (в составе сборной Ленинграда)[2]

### Водное поло
Нападающий.
Выступал за сборные Нижнего Новгорода и Ленинграда, команду «Электрик» (Ленинград). Чемпион СССР 1928 (сборная Ленинграда), 1937 («Электрик»).
Игрок сборной СССР (состав: вратарь Валерий Буре, Василий Поджукевич, Владимир Китаев, Андрей Кистяковский, Александр Шумин, Павел Штеллер, Иван Толчин), выигравшей ряд международных матчей, в том числе в 1934 году матч со сборной Стокгольма, практически представлявшей собой сборную Швеции без Арне Борга — 8:1 (первый период, игравшийся по международным правилам — 2:1).

## Тренер
С 1934 — тренер в ленинградском «Динамо». Наиболее известные ученики:
- Алёшина, Клавдия Ивановна — 16-кратная чемпионка СССР (1934—1950), установила около 180 рекордов СССР (1932—1951) — вольный стиль, на спине.
- Цветкова В. — чемпионка СССР (1938) — прикладное плавание.
- Заклинская З. — 3-кратная чемпионка СССР (1945—1946) — брасс.
- Абязов, Рашид Гарифович — чемпион СССР (1948) — брасс.
- Штыцко, Ядвига Петровна — 9-кратная чемпионка СССР (1949—1953) — вольный стиль.

## Награды
- Орден «Знак Почёта» (27.04.1957) — «за успехи, достигнутые в деле развития массового физкультурного движения в стране, повышения мастерства советских спортсменов, и успешное выступление на международных соревнованиях»
- Медаль «За оборону Ленинграда» (1943)[4]
- Медаль «За победу над Германией в Великой Отечественной войне 1941—1945 гг.»